# Estación de Las Cañas
Las Cañas fue una estación de ferrocarril situada en el municipio español de Berrocal, en la provincia de Huelva. Llegó a ejercer funciones de apartadero, para permitir el cruce de los trenes procedentes de Minas de Riotinto y Huelva. En la actualidad las instalaciones se encuentran abandonadas.

## Historia
Perteneciente al ferrocarril de Riotinto, estaba situada a 183,34 metros de altitud. La línea férrea entró en servicio en 1875 para dar salida al mineral extraído. En comparación con otras estaciones del trazado, Las Cañas se encontraba situada en una ubicación muy recóndita y de difícil acceso, junto al cauce del río Tinto. El edificio de la estación, que era de estilo victoriano y tenía dos plantas, llegó a disponer de una oficina de telégrafos y de una sala de palancas para los cambios de aguja. En los alrededores de la estación llegó a levantarse un pequeño poblado ferroviario, con varias viviendas y otros edificios. En la actualidad el antiguo complejo se encuentra abandonado, habiendo sufrido la estación el abandono y el expolio de sus instalaciones.